# Ян Кшиштоф Ґнінський
Ян Кшиштоф Ґнінський гербу Трах (бл. 1620 — 19 травня 1685) — державний діяч і дипломат Речі Посполитої, підкоморій поморський (1659—1668), маршалок Сейму (1659, 1664/1665), регент малої коронної канцелярії (1661—1664), регент великої коронної канцелярії (1664—1665), підскарбій надвірний коронний (1667—1668), хелмінський (1668—1681) і мальборкський (1681) воєвода, підканцлер коронний (1681—1685); староста ґнєзненський (1645), наклоський (1662—1668), радинський (1664—1678), кішпорський (1681), книшинський і ґоньондзький (1676—1685), городоцький, ковалевський (1668—1681).

## Життєпис
Ян Кшиштоф Ґнінський народився близько 1620 року у Косцянському повіті Познанського воєводства. Його батьком був Станіслав на Ґніні Ґнінський, матір'ю — Зофія з Цєлецьких. Мав сестру, котра була дружиною Яна Проського.
У ранні роки перебував при дворі краківського воєводи Станіслава Любомирського. 1645 року брав участь у посольстві, відправленому до Парижу для урочистої зустрічі королеви Людвікою Марією. 1647 року отримав староство ґнєзненське. 1648 року був електором Яна II Казимира від Познанського воєводства. У листопаді 1657 року був послом до Данії для підготовки військової співпраці проти шведів. Брав участь у шведсько-польських війнах.
Ґнінський багато разів обирався послом на сейми (у роках: 1646, 1647, 1650, 1652, 1653–1654, 1658, 1659, 1661—1662, 1664), 1666, двічі обирався маршалком сейму (1659 і 1665), і тричі був маршалком трибунальським (1658, 1662 i 1673).
Навесні 1659 року Ян Ґнінський був призначений підкоморієм поморським, тримав цей уряд до першої половини 1668 року. На звичайному сеймі того ж року був обраний його маршалком, під його впливом сейм затвердив положення Гадяцького договору з Військом Запорозьким. Він був також обраний комісаром щодо мирної угоди в Оліві. 1660 року отримав Наклоське староство.
Як вірний прихильник політики Людвіки Марії, регент канцелярії (з 1661 року — малої, від 1664 року — великої) і перший королівський секретар, Ґнінський відігравав важливу роль на королівському дворі. На сеймі 1664—1665 років його знову було обрано маршалком, від імені придворної партії він проштовхував дії проти Єжи Себастьяна Любомирського. У листопаді 1664 року отримав староство радинське, яке тримав до 1678 року. На початку 1667 року отримав уряд підскарбія надвірного коронного, який обіймав до кінця травня 1668 року.
Ян Ґнінський продовжував здійснювати дипломатичні місії. Спочатку він брав участь у перемовинах із московськими посланцями протягом 1664–1667 років, а після прямої загрози для Речі Посполитої з боку Османської імперії, 1667 року відбув з посольством до Швеції, Данії та німецьких князівств щодо надання допомоги у боротьбі з турками.
У середині 1668 року отримав уряд хелмінського воєводи, на якому перебував до 1681 року, також протягом цього ж періоду був ковалевським старостою. На сеймі 16 вересня 1668 року підписав акт, що підтверджував абдикацію Яна Казимира. Був членом генеральної конфедерації на конвокаційному сеймі 1668 року. Підписав pacta conventa Михайла Корибута Вишневецького 1669 року. На сеймі 1670 року його призначено послом і першим комісаром для перемовин із Москвою, куди він поїхав 1671 року. На чолі піхотного полку брав участь у Битві під Хотином 1673 року. Під час елекції 1674 року став суддею генерального каптурового суду. Був членом генеральної конфедерації на конвокаційному сеймі 1674 року.
Ґнінський був електором Яна Собеського від Хелмінського воєводства 1674 року, підписав його pacta conventa. Після обрання короля був його сподвижником. З огляду на фактичне невиконання своїх обов'язків протягом перших двох років правління Яна III обома володарами королівських печаток (канцлером Яном Лещинським і підканцлером Анджеєм Ольшовським), Ян Ґнінський фактично виконував їхні обов'язки. Під час битви під Журавном він перебував у Львові й у постійному спілкуванні з королем розгорнув жваву діяльність щодо мобілізації відсічі туркам. 1676 року він викупив староства книшинське і ґоньондзьке, якими, згідно з постановою сейму, мали надалі право володіти він та його нащадки до 8 поколінь Був послом сеймику мальборкського Хелмінського воєводства на сейм 1677 року та послом сеймику ковалевського на сейми 1678—1679 і 1681 років.

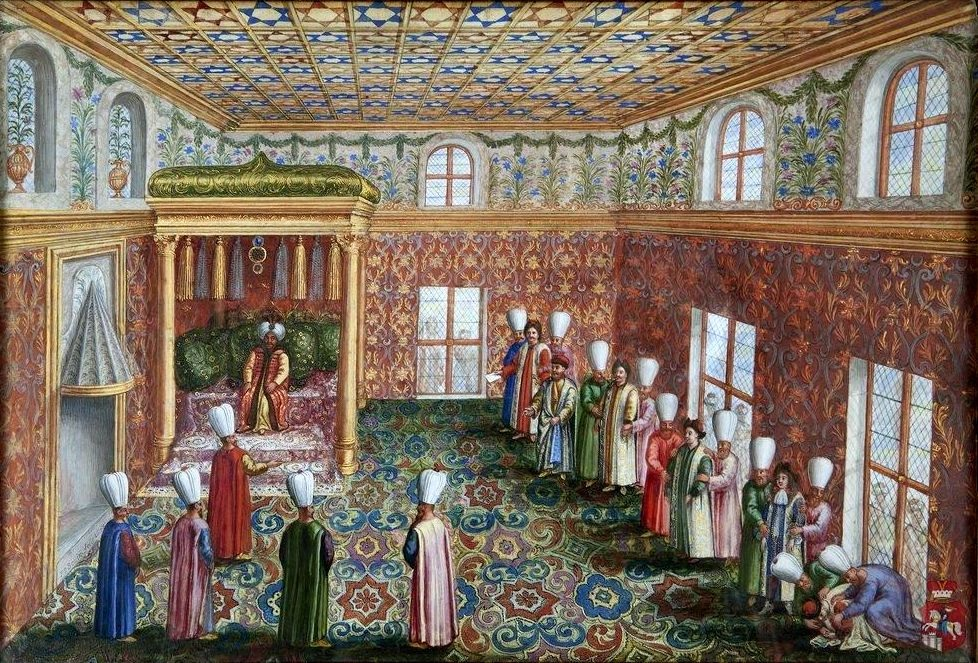
, Посольство Яна Ґнінського до Стамбула. Аудієнція у султана Мегмеда IV (1679)

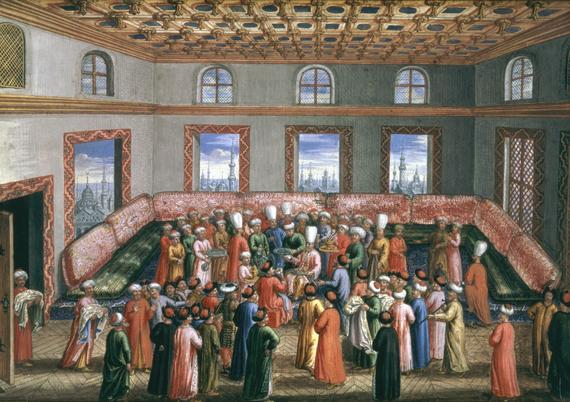
, Посольство Яна Ґнінського до Стамбула. Прощання у великого візира Кара Мустафи (1679)

Найвідомішим серед здійснених Яном Ґнінським посольств було посольство протягом 1677—1678 років до Османської імперії з метою ратифікації Журавненського мирного договору. Ця місія була надзвичайно важливою і важкою, проте вона не досягла бажаного успіху. Після довгого перебування у Стамбулі з 24 червня 1677 по 12 грудня 1678 року, Ґнінський домігся лише підтвердження Журавненського договору. Провал посольства змусив Яна III повернутися до антитурецької політики та домовитися з опозицією, що коштувало Ґнінському відкладенням отримання очікуваної малої коронної печатки.
Після смерті дружини 1679 року, Ян Ґнінський вирішив залишити уряд воєводи та стати священником. Головною метою цього кроку вбачається отримання у майбутньому посад хелмінського єпископа та підканцлера коронного. 19 січня 1681 року його висвятили на священника у Варшавській латинській катедрі. Проте досягнути бажаного швидко не вдалося, тому що ще того ж місяця його призначили мальборкським воєводою й отримав Кішпорське староство. Проте вже в березні склав ці уряди через довгоочікуване призначення коронним підканцлером (1681—1685). Був надзвичайним послом Речі Посполитої у Французькому королівстві 1682 року. Брав участь, супроводжуючи Яна III Собеського, у Віденській битві (1683) та у дводенній битві під Парканами.
Помер Ян Кшиштоф Ґнінський 19 травня 1685.

## Сім'я
Був одружений із донькою сантоцького каштеляна Хризостома Яскульського Доротою (пом. 1679). Мали з нею 5 дітей:
- Владислав — староста городоцький і радинський;
- Констанція Дорота — сестра-цистерціанка у Олобоцькому конвенті;
- Ян Хризостом Бенедикт[pl] (пом. 1715) — референдар великий коронний і Кам'янецький єпископ;
- Анна Францішка (пом. 1704) — дружина Марціна Замойського;
- Ян (1647—1703) — воєвода чернігівський (1678—1680), брацлавський (1685—1694) і поморський (1694—1703); староста радинський, книшинський, городоцький, скаршевський.

## Творчість

### Найважливіші твори
- Промова під час вручення диплому елекції Михайлові Корибуту Вишневецькому 7 липня 1669 року, версія латинська ogł. A.C. Załuski Epistolarum historico-familiarum tomus primus, Braniewo 1709, s. 132—134; версія польська: rękopis Biblioteki Ossolińskich, nr 244/II k. 21-24
- Relacja legacji tureckiej… do Machmet sołtana… w roku Pańskim 1677, виголошена на сеймі гродненському 9 і 10 лютого 1679 року, wyd. F. Pułaski pt. «Źródła do poselstwa Jana Gnińskiego… do Turcji w latach 1677—1678», Warszawa 1907, Biblioteka Ordynacji Krasińskich, Muzeum K. Świdzińskiego t. 20/22 (тут також репродукції — одна багатоколірна — тогочасних картин із зображенням сцен із посольства), фрагменти передруковані у A. Przyboś, R. Żelewski Dyplomaci w dawnych czasach. Relacje staropolskie z XVI—XVIII stulecia, Kraków 1959; рукопис (оригінал) знаходився у бібліотеці Красіньських, nr 708 (vel 3606)
- Промова, виголошена на сеймі гродненському 8 лютого 1679 року, wyd. F. Pułaski pt. «Źródła do poselstwa Jana Gnińskiego… do Turcji w latach 1677—1678», Warszawa 1907, Biblioteka Ordynacji Krasińskich, Muzeum K. Świdzińskiego t. 20/22.

### Листи і матеріали
- До Міхала Казимира Радзивілла, Кадзин: 8 жовтня і 3 листопада 1669; Бобр, 11 жовтня 1671; ogł. M. Malinowski Źródła do dziejów polskich, t. 2, Wilno 1884
- Листи від papieskiego Державного секретаріату Святого Престолу з 1674 року, wiad. podał P. Savio «De actis Nuntiaturae Poloniae quae Partem Archivi Secretariatus Status constituunt», Watykan 1947, Studia Teologiczne XIII, s. 139
- Кореспонденція за 1677—1679 роки (приватні та офіційні листи, зокрема до і від: Яна III Собеського, С. Яблоновського, Мирона Костина, А. Моджейовського, К. Паца, А. Потоцького, С. Проського, А. Тшебіцького, Д. Вишневецького, С. Виджги і М. Замойського), wyd. F. Pułaski pt. «Źródła do poselstwa Jana Gnińskiego… do Turcji w latach 1677—1678», Warszawa 1907, Biblioteka Ordynacji Krasińskich, Muzeum K. Świdzińskiego t. 20/22
- Pro informatione, in qualibus functionibus Rpcae Polonae… Joannes Gniński… existebat (biografia łacińska, obejmująca okres lat 1644—1677), ogł. F. Pułaski pt. «Źródła do poselstwa Jana Gnińskiego… do Turcji w latach 1677—1678», Warszawa 1907, Biblioteka Ordynacji Krasińskich, Muzeum K. Świdzińskiego t. 20/22, s. 473—475.
- Різні документи (дипломатичні листи, інструкції, рахунки тощо), що стосуються місії до Туреччини 1677—1678 років, wyd. F. Pułaski pt. «Źródła do poselstwa Jana Gnińskiego… do Turcji w latach 1677—1678», Warszawa 1907, Biblioteka Ordynacji Krasińskich, Muzeum K. Świdzińskiego t. 20/22.

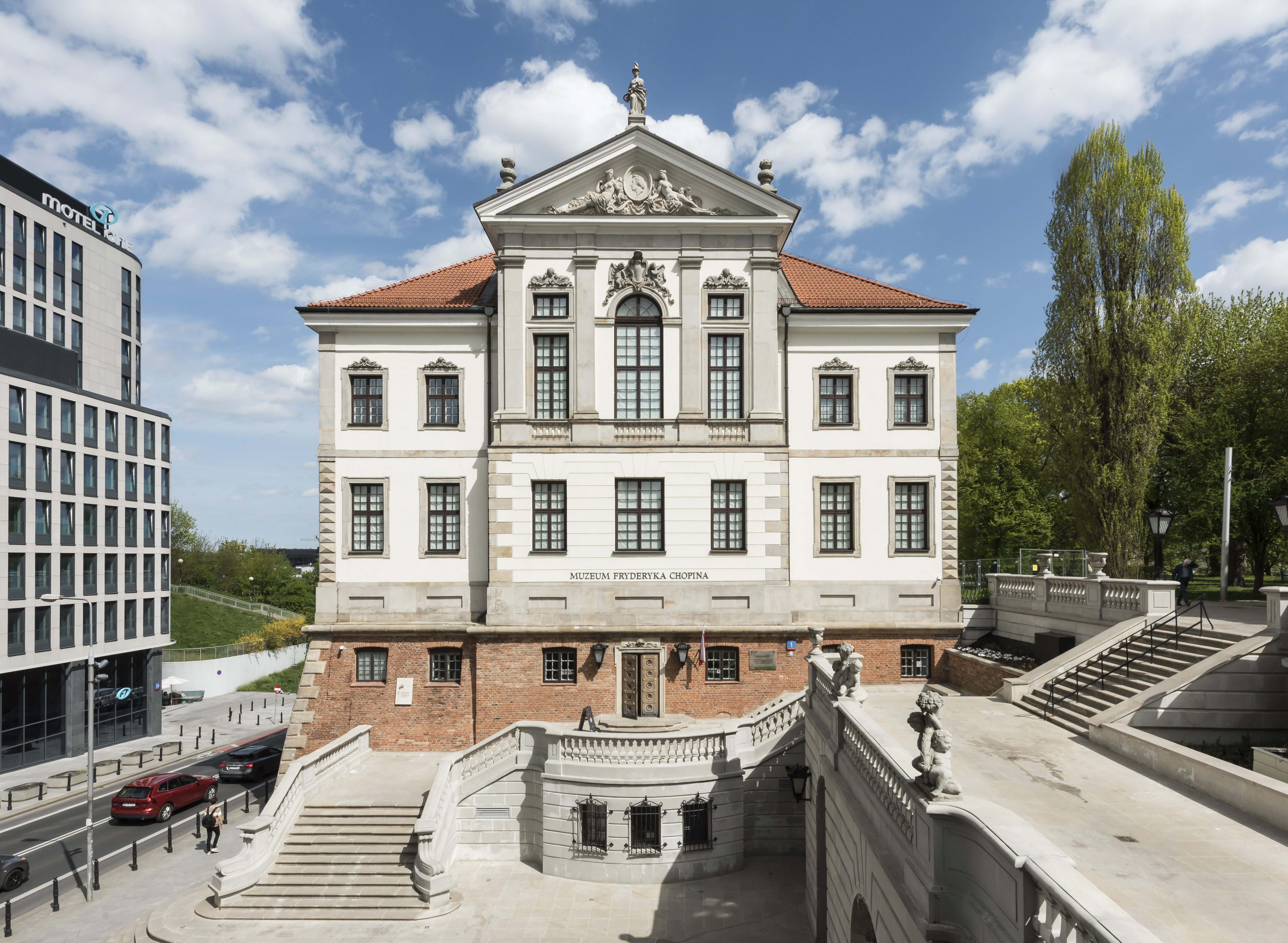
Замок Острозьких у Варшаві, 2022 рік

## Фундація
Ян Кшиштоф Ґнінський був фундатором будівництва палацу на вулиці Тамка у Варшаві, який помилково називають Замком Острозьких. Ця назва за будівлею закріпилася тому, що наприкінці XVI століття князь Януш Острозький на тому місці розпочав будівництво замку, проте не завершив його. 1681 року Ґнінський придбав недобудову в коронного підкоморія Теодора Денгоффа, перебудував мури на житловий бароковий палац за проєктом (бл. 1684) Тильмана Ґамерського, і відтоді його називали мурованим палацом Ґнінських. Наразі палац є резиденцією Товариства імені Фридерика Шопена, у ньому також працює музей цього видатного польського композитора.